# BLAZING
「BLAZING」（ブレイジング）は、GARNiDELiAの3枚目シングル。2014年10月29日にソニー・ミュージックレーベルズ（DefSTAR Recordsレーベル）からリリースされた。

## 概要
前作「grilletto」から3ヶ月ぶりのシングル。表題曲は、テレビアニメ『ガンダム Gのレコンギスタ』前期オープニングテーマに起用された。初回生産限定盤のDVDには、表題曲のミュージック・ビデオが収録されている。

## 収録曲
作詞：1･2、MARiA、3､toku　全作曲・編曲:toku

### 通常盤・初回生産限定盤
1. BLAZING[3:57]
2. 人魚姫[4:29]
3. further[4:58]
4. BLAZING (Instrumental)[3:55]

DVD（初回生産限定盤のみ）
1. BLAZING (Music Video)
2. BLAZING bonus footage

### 期間生産限定盤
1. BLAZING
2. 人魚姫
3. further
4. BLAZING(Instrumental)
5. BLAZING(TV Size)

DVD
1. BLAZING (Music Video)